# Helix (molusco)
Helix es un género de moluscos gasterópodos pulmonados, de vida terrestre. Varias especies son comestibles y se recolectan o se crían activamente, como Helix aspersa y Helix pomatia.

## Especies
Subgénero Helix
- Helix albescens (Rossmaessler, 1839)
- Helix lucorum (Linnaeus, 1758) - caracol europeo.
- Helix nucula (Mousson, 1854)
- Helix pomatia (Linnaeus, 1758) - caracol romano.
- Helix philibinensis (Rossmässler, 1839)

Subgénero Pelasga
- Helix pomacella (Mousson, 1854)
- Helix figulina (Rossmässler, 1839)

Subgénero Cornu
- Helix aspersa (Müller, 1774) - caracol común de jardín (conocido también como Cantareus aspersus y Cornu aspersus).

Sin asignar a subgénero
- Helix aperta (Born, 1778)
- Helix engaddensis (Bourguinat, 1852)
- Helix buchi (Dubois de Montpérux, 1839) (las especies de mayor tamaño del género Helix, un sinónimo[2] es Helix goderdziana Mumladze, Tarkhnishvili & Pokryszko, 2008[3]).
- Helix godetiana[4]
- † Helix insignis - Mioceno Superior
- Helix lutescens (Rossmässler, 1837)
- Helix mazzullii - también conocido como Cantareus mazzullii
- Helix melanostoma (Draparnaud, 1801)
- Helix obruta (Morelet, 1860)[5]
- Helix texta (Mousson, 1861)[6]